# Mosquée Kërëk
La mosquée Kërëk (en albanais : Kërëk xhamia ; en serbe cyrillique : Кирик џамија ; en serbe latin : Kirik džamija), également connue sous le nom de Namazgah, est une mosquée ottomane située dans la ville de Prizren, au Kosovo. Elle a été construite en 1455. Elle est inscrite sur la liste des monuments culturels de l'Académie serbe des sciences et des arts et sur celle des monuments culturels du Kosovo.
Son nom de Namazgah vient du persan et signifie « le lieu de prière ».

## Localisation
La mosquée Kërëk se trouve au nord de la ville, à proximité de la route régionale Prizren-Gjakovë/Đakovica.

## Historique
La mosquée a été construite en 1455 par Isa Bey, un lieutenant du sultan Mehmed II le Conquérant qui venait de s'emparer de la cité. Située dans les faubourgs de Prizren, elle était alors le premier lieu de culte musulman de la ville et servit momentanément de lieu pour la prière en commun.
Avec le développement de l'administration ottomane, d'autres mosquées furent construites dans le centre-ville et la mosquée Kërëk, progressivement abandonnée, ne fut plus utilisée que par les paysans du secteur qui rentraient des champs et venaient y prier avec leurs familles.
Dans les années 1950, un entrepôt fut construit à proximité pour lequel des pierres de la mosquée furent utilisées puis, dans les années 1980, des tombes anciennes furent à leur tour détruites pour permettre la construction d'un centre de santé.

## Protection et restauration
Des fouilles archéologiques furent entreprises en 1969 et en 1989 sans que l'édifice soit sauvegardé contre les destructions. En revanche, en 2000, l'Institut pour la protection de Prizren (IMP), prenant conscience de l'importance du lieu, établit un plan de restauration de la Namazgah, financé en partie par le gouvernement turc. Les travaux commencèrent le 10 octobre 2001 et le site restauré fut inauguré en avril 2002.